# Determine Girls
Le Determine Girls FC est un club féminin de football fondé en 2005 et basé à Monrovia au Liberia.

## Histoire
Le Determine Girls FC est créé en 2005.
Les Determine Girls remportent leur premier titre de champion du Liberia en 2021, décrochant leur qualification pour la première Ligue des champions féminine de la CAF Les Libériennes terminent troisièmes du tournoi qualificatif de la zone UFOA-A derrière l'AS Mandé et le Dakar Sacré-Cœur. L'équipe est éliminée en demi-finale de coupe par les Earth Angels (2-2, 1-3).
En 2022, les Determine Girls conservent leur titre en championnat. Elles dominent ensuite l'USPA et l'AS Mandé lors du tournoi de l'UFOA-A et se qualifient pour leur première phase finale de Ligue des champions.
Lors de la saison suivante, les Determine Girls remportent le titre de façon controversée : elles dépassent leurs poursuivants d’Ambassadors à la toute fin du championnat, d’un seul point, à cause de l’élimination administrative d’une des équipes du championnat, les DC Shooters.

## Palmarès
Championnat du Liberia (5) :
- Vainqueur en 2021, 2022, 2023, 2024 et 2025[7]

Coupe du Liberia (2) :
- Vainqueur en 2022[8], 2023 et 2025
- Finaliste en 2016

Supercoupe du Liberia (2) :
- Vainqueur en 2021 et 2023

Tournoi "Who Owns the Land" (1) :
- Vainqueur en 2019[9]

Tournoi zonal de l'UFOA-A (1) :
- Vainqueur en 2022